# Château d'Orgnat
Le château d'Orgnat est situé près du lieu-dit Orgnat, sur la commune de Saint-Dizier-la-Tour en Creuse, région Nouvelle-Aquitaine, France.

## Historique
Des ancêtres du politicien d'origine creusoise Georges Sarre y ont travaillé.
Le second roman de l'auteure creusoise Guéna L, Interférences, se passe en partie au château d'Orgnat.

## Architecture
Cet ancien château seigneurial peut être décrit comme un manoir.
Il est peu visible de l'extérieur. Un large portail d'entrée en fer forgé ouvre la propriété, donnant sur la RD990. Dans la perspective d'un chemin carrossable rectiligne se situe le corps de logis rectangulaire d'environ 15 × 10 m attaché à un bâtiment rectiligne d'environ 20 m de longueur.

### Pages externes
- Carte complète des châteaux en Creuse (sur https://umap.openstreetmap.fr)